# Saipan International
Die Saipan International sind neben den Northern Marianas Open und den Northern Marianas International eine offene internationale Meisterschaft der Nördlichen Marianen im Badminton. Das Turnier wurde erstmals im Jahr 2023 ausgetragen.

## Die Sieger
| Saison | Herreneinzel    | Dameneinzel     | Herrendoppel               | Damendoppel                  | Mixed                     |
| ------ | --------------- | --------------- | -------------------------- | ---------------------------- | ------------------------- |
| 2023   | Takuma Obayashi | Tomoka Miyazaki | Lee Fang-chih Lee Fang-jen | Hsu Ya-ching Lin Wan-ching   | Presley Smith Allison Lee |
| 2024   | Justin Hoh      | Riko Gunji      | Tori Aizawa Daisuke Sano   | Kokona Ishikawa Mio Konegawa | Hiroki Nishi Akari Sato   |
| 2025   | Riki Takei      | Tanya Hemanth   | Naoya Kawashima Akira Koga | Hinata Suzuki Nao Yamakita   | An Yun-seong Lee Yu-lim   |